# Humberto Giancristofaro
Humberto Giancristofaro (Rio de Janeiro, 27 de Dezembro de 1980) é Diretor, Roteirista e Filósofo. 

## Biografia
Humberto completou sua graduação em filosofia da arte na Universtité Paris VIII - Vincennes Sant-Dennis e fez mestrado em Filosofia e Estética na UFRJ/IFCS.  Atualmente é doutorando em filosofia dessa mesma instituição.
Começou sua carreira como roteirista das publicações do cartunista brasileiro Ziraldo sendo responsável pela Turma do Menino Maluquinho e posteriormente também da Turma do Picapau Amarelo da Editora Globo.
Em meio à dedicação aos quadrinho, quando Giancristofaro completa a faculdade, publica simultaneamente o livro de ficção Persona Non Grata e o livro de filosofia Corpo sem Órgãos: a estética da crueldade em Deleuze.

Foi sócio colaborador da revista de crítica e estudos teatrais Questão de Crítica de 2008 até 2013. Escrevendo especialmente sobre a produção teatral do Brasil, suas críticas se ocupam majoritariamente dos aspectos filosóficos das peças. Nesse período fundou o selo editorial Questão de Crítica, no qual publicou os novos dramaturgos do Brasil.
Em Fevereiro de 2012 escreveu o filme Hei de Torcer para a ESPN Internacional sobre os  pequenos e mais importantes clubes de futebol do subúrbio do Rio de Janeiro.  O filme é um retrato de várias gerações de torcedores que jamais deixará de sentir essa paixão. Posteriormente, esse projeto se desdobrou em 6 minidocumentários para o canal ESPN.  A partir daí começa a se dedicar ao audiovisual mais intensamente, escrevendo e dirigindo filmes e séries de televisão para canais internacionais. Pela profundidade do trabalho feito no programa O Infiltrado do History Channel foi indicado em 2014 como roteirista e diretor ao EMMY Award .  E ganhou o Prêmio Telas como melhor série documental nesse mesmo ano .  O programa seguiu até sua segunda temporada, quando foi cancelado pelo canal. Depois desses prêmios, Giancristofaro assinou a escrita e a direção de várias séries de televisão para outros canais internacionais.
Em agosto de 2014 filmou sua estreia na direção solo de um longa-metragem: “Aquilo que Sobra”    O filme é inspirado no romance clássico alemão, A Montanha Mágica, de Thomas Mann, o longa-metragem Aquilo que Sobra acompanha os últimos dias de Clavdia Chauchat (Isabél Zuaa) num sanatório para o tratamento de doenças respiratórias. Ao tentar se despedir de Hans Castorp (Vicente Coelho), ela tem que lidar com a confissão de um amor impronunciado, no momento em que esta anuncia sua partida para enfrentar sozinha a doença que a acomete. Entre idas e vindas em diferentes espaços-temporais, os dois fazem um esforço de ressignificação de seus afetos para poderem seguir em frente. "Aquilo que sobra" teve sua estreia mundial em março de 2018 no Festival Internacional de Cinema de Copegnhage (CPH:DOX) na Dinamarca  e é distribuído a partir daí no Brasil. 

### Literatura
2011 - “Persona Non Grata” - Ficção, 78 páginas, ED Multifoco.
2012 - "Corpo sem órgãos: a estética da crueldade em Deleuze" - Ficção, 90 páginas, Selo Editorial Questão de Crítica.

### Filmografia

#### Como Roteirista
2011 - “Hei de Torcer” - Documentário, 52 min, ESPN Internacional;
2011 e 2012  - “O Infiltrado” - Doc-Reality, 2 temporadas, 20 episódios, 48 minutos, The History Channel;
2011 - “Bom de Briga” - Doc-Reality, 08 episódios, 48 minutos, Space Channel;
2012 - “Parto Pelo Mundo” - Doc-Reality, 05 episódios, 25 minutos, GNT;
2012  - “Promessas do Futebol” - Doc-Reality, 26 episódios, 5 minutos, Esporte Interativo;
2012  - “Fanáticos” - Doc-Reality, 26 episódios, 5 minutos, Esporte Interativo;
2012 - “Gavião do Aterro” - Documentário, 12 min, Canal Futura;
2013 -  “'Adeus à Síria”- Documentário, 16 min, Canal Futura;
2014 - “Aquilo que Sobra”- Ficção, 76 min, Clariô Filmes e Carcará Filmes; http://clariofilmes.com/portfolio/aqs/?id=2
2015 - "Que Marravilha! - Chefinhos", Tv Show - GNT
2018 - "Big Brother Brasil 18" - Reality-show, 86 episódios, 52 minutos, Tv Globo. 
2018 - "Fogo no Parquinho" - Doc-reality, 30 episódios, 40 minutos, GloboPlay. 

#### Como Diretor
2011 e 2012  - “O Infiltrado” - Doc-Reality, 2 temporadas, 20 episódios, 48 minutos, The History Channel;
2014 - “Aquilo que Sobra”- Ficção, 76 min, Clariô Filmes e Carcará Filmes; http://clariofilmes.com/portfolio/aqs/?id=2
2014 - “' Deus Match!” - Doc-Reality, 10 episódios, 26 minutos, MTV;
2015 - “ Poesia com Maria Bethânia” - Programa de Entrevistas, 4 episódios, 24 minutos, Canal Arte1.
2015 - "Brasil Fashion" - Doc-reality, 9 episódios, 48 minutos, Canal Arte 1. 
2015 - 2016 - "Catfish Brasil" 1a temporada, 13 episódios de 48 minutos, MTV. 
2017 - "Criador de Celebridades" - Doc-Reality, 13 episódios de 26 minutos, Canal E!Entertainment.  

### Prêmios
- Prêmio de melhor série documental para O Infiltrado no Festival Telas de 2014;[20]
- Prêmio de melhor série documental para O Infiltrado no Prêmio APCA de 2014;[21]
- Prêmio de melhor série documental para Deu Match! no Festival Telas de 2015;[20]